# سيرج غومييني
سيرج غوميني (بالإنجليزية: Serge Gumienny)‏ (مواليد 14 أبريل 1972 في سينت ترويدين) حكم كرة قدم البلجيكي . عادة ما يدير مباريات في بطولة الدرجة الأولى، الثانية، وكأس بلجيكا .